# Sånghökar
Sånghökar (Melierax) är ett släkte i familjen hökar. Det omfattar numera vanligen tre arter, alla förekommande i Afrika söder om Sahara:
- Mörk sånghök (Melierax metabates)
- Östlig sånghök (Melierax poliopterus)
- Blek sånghök (Melierax canorus)